# Малопольське воєводство
Малопо́льське воєво́дство (пол. Województwo małopolskie) — одне із 16 воєводств, територіально-адміністративних одиниць Польщі, розташоване на півдні країни між Сілезією, Свентокшиським воєводством і Підкарпаттям. У теперішніх межах виникло 1 січня 1999 року внаслідок адміністративної реформи. Площа воєводства — 15 182 км², воно є одним із найменших у країні (12 місце). За кількістю жителів (3,29 млн жителів) займає четверте місце. Густота жителів є однією із найвищих у Польщі — 217 осіб/км² при середній у державі 122 осіб/км².
Станом на 31 грудня 2009 року у воєводстві проживало 3310,1 тисячі мешканців.
Краків — столиця воєводства — це і старовинна столиця Польщі і резиденція королів. Також тут розташовані найвищі польські гори Татри і п'ять об'єктів, що занесені до Списку світової спадщини ЮНЕСКО.
Малопольща — це батьківщина Папи Римського Івана Павла II. Його рідні Вадовиці відвідує безліч паломників.

## Історія утворення
Після 1815 року рішенням Віденського конгресу територію Західної Галичини було розділено між Царством Польським і Вільним містом Краків. Вільне місто формально було засноване 3 травня 1815. В цьому ж році було оприлюднено Конституцію міста, яка була переглянута і розширена у 1818 році, встановивши істотну автономію для міста.
Протягом повстання 1830-31 Краків був базою для допомоги військам Царства Польського. Після кінця повстання автономія вільного міста була обмежена. Поліцією управляла Австрія, вибір президента схвалювався представниками трьох держав. Краків був зайнятий Австрійським військом з 1836 до 1841. Після невдалого Краківського повстання 1846, Вільне місто анексувала Австрія 16 листопада 1846 і перетворила у Велике Князівство Краківське. Після відновлення незалежності Польщі в 1918 році Краків знову стає одним з найважливіших міст відродженого держави.
23 грудня 1920 року було засноване краківське вроєводство із міста Кракова та 17 повітів з переважно-польським населенням (Бяла, Бохня, Бжесько, Хшанув, Домброва, Ліманова, Мелець, Мислениці, Освенцим, Пільзно, Подгуже, Ропчице, Тарнів, Вадовиці, Величка, Живець, Списько-Оравський), також з 5 повітів з українською меншістю (терени повітів Горлиці, Грибів, Ясло, Новий Санч і Новий Торг). Почало функціонувати 1 вересня 1921 року. У 1923 році в місті відбувається повстання, викликане політичною і економічною кризою в країні.
У 1939-1945 роках Краків був столицею колоніальної адміністрації Генерал-губернаторства. 3 березня 1941 у кварталі Подгуже, неподалік від єврейського району Казімеж, було засноване Краківське гетто. 15 жовтня 1941 року генерал-губернатор Ганс Франк підписав у Варшаві наказ про смертну кару для євреїв, які без дозволу порушували кордони гетто, і також для поляків, які надавали їм допомогу.
Молодь гетто створила ZOB «бойову єврейську організацію» (пол. Żydowska Organizacja Bojowa) і організовувала опір у гетто, допомагаючи підпільній Армії крайовії. Лідерами ZOB були Долек Лібескінд, Шимон і Густа Драгнери. Група під їх керівництвом у союзі з ПОРП (Польською об'єднаною робочою партією) брала участь у різних акціях опору, а саме, підрив кафе «Kazanova», «Cyganeria», кінотеатру «Bagatella» — місць, де збиралися нацистські офіцери; знищення патрульного судна СС на Віслі, гаражів Вермахту, розстріли єврейських зрадників, колабораціоністів та шпигунів СС. На відміну від Варшавського гетто, їх боротьба не призвела до загального повстання.
13-14 березня 1943 нацисти під командою унтерштурмфюрера СС Амона Гёта, коменданта трудового табору Плашув, за участю підрозділів польської та української допоміжної поліції, провели «остаточну ліквідацію гетто». 8 тисяч євреїв, які вважалися придатними до роботи, були перевезені в концтабір Плашув. 2 тисячі євреїв, які вважалися непридатними до роботи, були вбиті прямо на вулицях гетто. Усі інші були відправлені в Аушвіц. Після закінчення операції зі знищення гетто членам єврейського комісаріату та єврейської поліції було наказано зібрати тіла тих, хто був убитий. У наступні місяці групи єврейських ув'язнених з Плашува щодня працювали на території колишнього гетто, очищаючи його. Влітку 1943 року члени комісаріату та єврейської поліції, після того, як гетто було очищено, були також депортовані в Плашув.
В повоєнний час після адміністративної реформи 28 червня 1946 року Краківське воєводство було відновлене, яке було в 1975 році розділене на більш менші провінції (Краків, Новий Сонч, Тарнов, Бельсько, Катовіце і Кельце). В результаті адміністративної реформи Польщі 1998 року воєводство припинило своє існування і його територія повністю відійшла з 1 січня 1999 року до новоствореного Малопольського воєводства, яке виникло внаслідок проведення адміністративної реформи шляхом об'єднання (частково чи повністю) семи воєводств:
- Краківське (повністю);
- Новосяноцьке (повністю);
- Тарнівське (окрім Дембицького повіту та гмін Радомисль Великий та Вадовиці з повіту Мелецького);
- Бельське (тільки гміни Суського, Вадовицького та Освєнцимського повітів);
- Катовіцьке (тільки Олькуський та Хшанівський повіти, а також гміна Брешне з Освєнцімського повіту);
- Кєлицьке (тільки Меховський повіт та гміни Палєчніца і Кошиці з Прошовського повіту);
- Кроснєнське (тільки гміни Бєш та Ліпнікі з Горлицького повіту).

Сучасні межі Малопольського повіту не повністю об'єднують географічно історичні землі Малопольщі.
3 серпня 2006 року постановою Сенату Польщі 2007 рік був оголошений роком міста Кракова. 25 травня 2014 року відбувся міський референдум, на якому краков'яни висловилися за будівництво в місті метрополітену (55,11% голосів), створення системи відеоспостереження (69,73% голосів), будівництво нових велодоріжок (85,2% голосів) і проти заявки Кракова на проведення зимових Олімпійських ігор 2022 року (69,72% голосів). У липні 2016 року в Кракові пройшов католицький Всесвітній день молоді за участю Папи Римського Франциска. У липні 2017 року місті відбулася 41-я сесія Комітету всесвітньої спадщини ЮНЕСКО.
Малопольське воєводство є єдиним, яке має право розміщувати на своєму гербі символ Польщі — білого орла у королівській короні. Традиційний девіз воєводства такий: лат. Mater et Metropolis Omnium Terrarum Poloniae, досл. «Мати і столиця всіх земель Польських».

## Географія

### Розташування
Станом на 1 січня 2011 року Малопольське воєводство займає площу 15 182,79 км², що становить 4,9 % площі Польщі.
Воєводство частково розташоване в межах Західних Карпат на Малопольській височині. Займає західну частину історичної та географічної області, знаної як Малопольща.
Малопольське воєводство знаходиться на перетині важливих транспортних шляхів: зі сходу на захід та з півночі на південь. З півдня воєводство межує із Словацькою Республікою. Малопольське воєводство межує:
- на заході з Сілезьким воєводством,
- на півдні з Жилінським та Пряшівським краями (Словаччина),
- на сході з Підкарпатським воєводством,
- на півночі з Свентокшиським воєводством.

### Рельєф

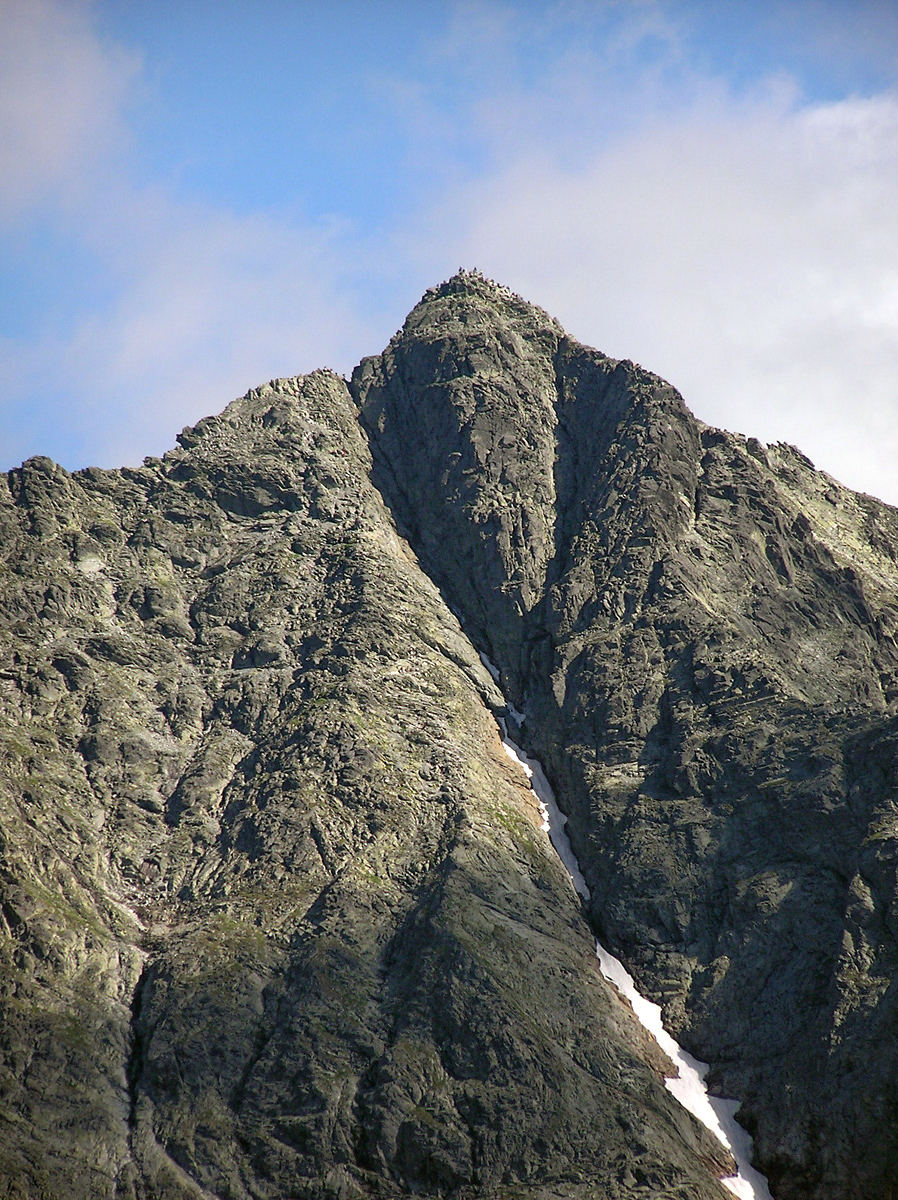
щит Риси

Топографічна поверхня території Малопольського воєводства є різноманітною, в основному гірська та височинна. Про різноманітність рельєфу свідчить той факт, що 9 % території знаходиться на висоті нижче 200 метрів над рівнем моря, а 50 % — на висоті понад 500.
Найвищою точкою є щит Риси (2499 метрів над рівнем моря), розташований у Татрах на межі з Словаччиною. В межах воєводства частково знаходяться гірські масиви Низьких Бескидів, П'єніни та Горце.
Тут розташовані п'ять із двадцяти трьох національних парків Польщі, а саме:
- Магурський;
- П'єнинський;
- Татранський;
- Бабьоґурський;
- Горчанський.

У воєводстві знаходяться численні осередки зимових видів спорту, зокрема всесвітньо відомий курорт Закопане, Криниця-Здруй та інші.

### Клімат
Малопольське воєводство розташоване в межах зони помірного континентального клімату. В цьому регіоні великий перепад температур: від максимальних +37 °C до мінімальних –38 °C.
Сніговий покрив у Татрах часто тримається від листопада до середини травня, хоча сніг може випадати протягом року. В інших гірських районах сніг тримається до березня.
Малопольський клімат має свої аномалії. Серед них «гальни» — сильний теплий вітер фенового типу, який за кілька днів може розтопити кілька десятків сантиметрів снігу. «Орав'як» — холодний вітер (що віє від Баб'єї Ґури), який може знизити температуру повітря навіть на кільканадцять градусів. Найкращою погода в цьому регіоні буває у травні-серпні, інколи у вересні.

### Адміністративний поділ
1. Бохенський повіт
2. Бжеський повіт
3. Вадовицький повіт
4. Велицький повіт
5. Горлицький повіт
6. Домбровський повіт
7. Краківський повіт
8. Лімановський повіт
9. Меховський повіт
10. Мисленицький повіт
11. Новосондецький повіт
12. Новотарзький повіт
13. Олькуський повіт
14. Освенцимський повіт
15. Прошовицький повіт
16. Суський повіт
17. Тарнівський повіт
18. Татранський повіт
19. Хшановський повіт
20. Краків
21. Новий Сонч
22. Тарнів

## Уряд
Органом місцевого самоврядування є сеймик Малопольського воєводства, який складається з 39 депутатів. Місцем перебування воєводського сеймику є Краків. Сеймик обирає виконавчий орган місцевого самоврядування, яким є воєводська управа, що складається з 5 членів на чолі з маршалком.
Органом місцевого самоврядування є такое Малопольський воєвода, який призначається прем'єр-міністром. Місцем перебування воєводи є Краків, де розташована Малопольська канцелярія в Кракові. Також є відділення в Тарнові та Новому Сончі.
Всього жителі воєводства обирають до сейму Республіки Польща 41 депутата в чотирьох округах: 12, 13, 14 і 15, 8 сенаторів в одномандатних округах: 30, 31, 32, 33, 34, 35, 36 та 37 і 7 євродепутатів від виборчого округу № 10.

## Міста з населенням понад 40 000 мешканців
| Місто      | Населення | Площа     |
| ---------- | --------- | --------- |
| Краків     | 756 583   | 326,8 км² |
| Тарнів     | 116 118   | 72,38 км² |
| Новий Сонч | 84 468    | 57,58 км² |
| Освенцим   | 40 520    | 30 км²    |